# 八針来夏
八針来夏(はちばり きたか)は、日本のライトノベル作家・小説家。

## 来歴
スーパーダッシュ小説新人賞第10回において、「読みにくい！」という評価が審査員の間で完全一致したものの、勢いのある作風が評価され、大賞を受賞する。
2011年、「覇道鋼鉄テッカイオー」が文庫化されて、作家デビューする。同作は「このライトノベルがすごい! 2013年」において、27位にランクインするなど、一定の評価を得る。
2013年12月、本人のツイートにて「ぶっちゃけ書きたくても書けない大人の事情」により、テッカイオーが打ち切りになった事が明かされた。

## 作品
- 覇道鋼鉄テッカイオーシリーズ
  1. 覇道鋼鉄テッカイオー (集英社スーパーダッシュ文庫) (2011/11/25)
  2. 覇道鋼鉄テッカイオー 2 (集英社スーパーダッシュ文庫) (2012/7/25)
  3. 覇道鋼鉄テッカイオー 3 (集英社スーパーダッシュ文庫) (2013/1/25)
- メサイア・クライベイビィシリーズ
  1. メサイア・クライベイビィ 〜救世主はよく泣く〜 (集英社スーパーダッシュ文庫) (2014/2/25)
  2. メサイア・クライベイビィ 2 それは銃弾より尊く強い (集英社スーパーダッシュ文庫) (2014/6/25)
  3. メサイア・クライベイビィ 3 永遠を捨てる者 (集英社スーパーダッシュ文庫) (2014/10/24)